# Tunnel van Saint-Martin
De tunnel van Saint-Martin is een spoortunnel in de Belgische stad Luik. De tunnel ligt ten noordwesten van het stadscentrum en gaat onder de Mont-Saint-Martin door.
De tunnel begint direct ten noordoosten van het station Luik-Carré. Aan de andere zijde (noordoostzijde) eindigt de tunnel met station Luik-Sint-Lambertus. In zuidwestelijke richting vervolgt de spoorlijn in de tunnel van Saint-Gilles en in het noordoosten in de tunnel Sous Pierreuse. De tunnel is onderdeel van de spoorlijn 34.
De tunnel heeft een lengte van 800 meter.